# یواس‌اس الکس (ای‌کی-۱۱۰)
یواس‌اس الکس (ای‌کی-۱۱۰) (به انگلیسی: USS Alkes (AK-110)) یک کشتی بود که طول آن ۴۴۱ فوت ۶ اینچ (۱۳۴٫۵۷ متر) بود. این کشتی در سال ۱۹۴۳ ساخته شد.